# Monacha
Monacha is een geslacht van weekdieren uit de klasse van de Gastropoda (slakken).

## Soorten uit de BeNeLux
- Monacha cantiana (Montagu, 1803) (Grote kartuizerslak)
- Monacha cartusiana (Müller, 1774) (Kleine kartuizerslak)

## Soorten
- Monacha (Platytheba) oecali Hausdorf & Páll-Gergely, 2009
- Monacha albocincta (Hesse, 1912)
- Monacha aniliensis P. L. Reischütz & Sattmann, 1990
- Monacha atacis E. Gittenberger & de Winter, 1985
- Monacha auturica Falkner, 2000
- Monacha cantiana (Montagu, 1803)
- Monacha carascaloides (Bourguignat, 1855)
- Monacha carinata Hausdorf, 2000
- Monacha cartusiana (O. F. Müller, 1774)
- Monacha cemenelea (Risso, 1826)
- Monacha ciscaucasica Hausdorf, 2000
- Monacha claustralis (Menke, 1828)
- Monacha comata Hausdorf, 2000
- Monacha compingtae (Pallary, 1929)
- Monacha consona (Rossmässler, 1839)
- Monacha crenophila (L. Pfeiffer, 1857)
- Monacha crispulata (Mousson, 1861)
- Monacha densecostulata (Retowski, 1887)
- Monacha devrekensis Hausdorf, 2000
- Monacha dirphica (E. von Martens, 1876)
- Monacha dofleini (P. Hesse, 1928)
- Monacha eliae (Nägele, 1906)
- Monacha emigrata (Westerlund, 1894)
- Monacha euboeica (Kobelt, 1877)
- Monacha externa Steklov, 1966 †
- Monacha frequens (Mousson, 1859)
- Monacha galatica Hausdorf, 2000
- Monacha gemina Hausdorf, 2000
- Monacha georgievi Pall-Gergely, 2010
- Monacha gregaria (Rossmässler, 1839)
- Monacha hamsikoeyensis (Hudec, 1973)
- Monacha haussknechti (O. Boettger, 1886)
- Monacha heteromorpha Hausdorf, 2000
- Monacha ignorata (O. Boettger, 1905)
- Monacha lamalouensis (Reynès, 1870)
- Monacha laxa Hausdorf, 2000
- Monacha liebegottae Hausdorf, 2003
- Monacha martensiana (Tiberi, 1869)
- Monacha melitenensis (Hesse, 1915)
- Monacha menkhorsti Hausdorf, 2000
- Monacha messenica (Westerlund & Blanc, 1879)
- Monacha microtricha S. H. F. Jaeckel, 1954
- Monacha nordsiecki Hausdorf, 2000
- Monacha obstructa (L. Pfeiffer, 1842)
- Monacha ocellata (J. R. Roth, 1839)
- Monacha orsini (Porro, 1841)
- Monacha oshanovae I. Pintér & L. Pintér, 1970
- Monacha ovularis (Bourguignat, 1855)
- Monacha pamphylica Hausdorf, 2000
- Monacha pantanellii (De Stefani, 1879)
- Monacha parumcincta (Menke, 1828)
- Monacha perfrequens (Hesse, 1914)
- Monacha pharmacia Hausdorf, 2000
- Monacha phazimonitica Hausdorf, 2000
- Monacha pontica (P. Fischer in Tchihatcheff, 1866) †
- Monacha praeorientalis Steklov, 1966 †
- Monacha riedeli Hausdorf, 2000
- Monacha rizzae (Aradas, 1844)
- Monacha samsunensis (L. Pfeiffer, 1868)
- Monacha saninensis (Pallary, 1939)
- Monacha solidior (Mousson, 1863)
- Monacha spiroxia (Bourguignat, 1868)
- Monacha sprattiana (De Stefani in De Stefani et al., 1891) †
- Monacha stipulifera Hausdorf, 2000
- Monacha subcarthusiana (Lindholm, 1913)
- Monacha syriaca (Ehrenberg, 1831)
- Monacha terebrata Hausdorf, 2000
- Monacha tibarenica Neiber & Hausdorf, 2017
- Monacha venusta L. Pintér, 1969

### Taxon inquirendum
- Monacha (Monacha) deupesii (Noulet, 1854) †
- Monacha (Monacha) eygalierensis (Roman, 1899) †
- Monacha (Monacha) vasconiensis (Noulet, 1854) †
- Monacha (Monacha) waerzenensis (Klika, 1891) †

### Synoniemen
- Monacha (Aegaeotheba) Neiber & Hausdorf, 2017 => Monacha Fitzinger, 1833
- Monacha (Metatheba) P. Hesse, 1914 => Monacha Fitzinger, 1833
  - Monacha (Metatheba) atacis E. Gittenberger & de Winter, 1985 => Monacha atacis E. Gittenberger & de Winter, 1985
  - Monacha (Metatheba) ciscaucasica Hausdorf, 2000 => Monacha ciscaucasica Hausdorf, 2000
  - Monacha (Metatheba) densecostulata (Retowski, 1887) => Monacha densecostulata (Retowski, 1887)
  - Monacha (Metatheba) devrekensis Hausdorf, 2000 => Monacha devrekensis Hausdorf, 2000
  - Monacha (Metatheba) galatica Hausdorf, 2000 => Monacha galatica Hausdorf, 2000
  - Monacha (Metatheba) gemina Hausdorf, 2000 => Monacha gemina Hausdorf, 2000
  - Monacha (Metatheba) georgievi Pall-Gergely, 2010 => Monacha georgievi Pall-Gergely, 2010
  - Monacha (Metatheba) hamsikoeyensis (Hudec, 1973) => Monacha hamsikoeyensis (Hudec, 1973)
  - Monacha (Metatheba) laxa Hausdorf, 2000 => Monacha laxa Hausdorf, 2000
  - Monacha (Metatheba) perfrequens (Hesse, 1914) => Monacha perfrequens (Hesse, 1914)
  - Monacha (Metatheba) pharmacia Hausdorf, 2000 => Monacha pharmacia Hausdorf, 2000
  - Monacha (Metatheba) phazimonitica Hausdorf, 2000 => Monacha phazimonitica Hausdorf, 2000
  - Monacha (Metatheba) samsunensis (L. Pfeiffer, 1868) => Monacha samsunensis (L. Pfeiffer, 1868)
  - Monacha (Metatheba) stipulifera Hausdorf, 2000 => Monacha stipulifera Hausdorf, 2000
  - Monacha (Metatheba) subcarthusiana (Lindholm, 1913) => Monacha subcarthusiana (Lindholm, 1913)
  - Monacha (Metatheba) terebrata Hausdorf, 2000 => Monacha terebrata Hausdorf, 2000
  - Monacha (Metatheba) tibarenica Neiber & Hausdorf, 2017 => Monacha tibarenica Neiber & Hausdorf, 2017
- Monacha (Monacha) Fitzinger, 1833 => Monacha Fitzinger, 1833
  - Monacha (Monacha) albocincta (Hesse, 1912) => Monacha albocincta (Hesse, 1912)
  - Monacha (Monacha) aniliensis P. L. Reischütz & Sattmann, 1990 => Monacha aniliensis P. L. Reischütz & Sattmann, 1990
  - Monacha (Monacha) auturica Falkner, 2000 => Monacha auturica Falkner, 2000
  - Monacha (Monacha) cantiana (Montagu, 1803) => Monacha cantiana (Montagu, 1803)
  - Monacha (Monacha) carascaloides (Bourguignat, 1855) => Monacha carascaloides (Bourguignat, 1855)
  - Monacha (Monacha) carinata Hausdorf, 2000 => Monacha carinata Hausdorf, 2000
  - Monacha (Monacha) cartusiana (O. F. Müller, 1774) => Monacha cartusiana (O. F. Müller, 1774)
  - Monacha (Monacha) cemenelea (Risso, 1826) => Monacha cemenelea (Risso, 1826)
  - Monacha (Monacha) claustralis (Menke, 1828) => Monacha claustralis (Menke, 1828)
  - Monacha (Monacha) comata Hausdorf, 2000 => Monacha comata Hausdorf, 2000
  - Monacha (Monacha) compingtae (Pallary, 1929) => Monacha compingtae (Pallary, 1929)
  - Monacha (Monacha) consona (Rossmässler, 1839) => Monacha consona (Rossmässler, 1839)
  - Monacha (Monacha) crenophila (L. Pfeiffer, 1857) => Monacha crenophila (L. Pfeiffer, 1857)
  - Monacha (Monacha) crispulata (Mousson, 1861) => Monacha crispulata (Mousson, 1861)
  - Monacha (Monacha) dirphica (E. von Martens, 1876) => Monacha dirphica (E. von Martens, 1876)
  - Monacha (Monacha) dofleini (P. Hesse, 1928) => Monacha dofleini (P. Hesse, 1928)
  - Monacha (Monacha) eliae (Nägele, 1906) => Monacha eliae (Nägele, 1906)
  - Monacha (Monacha) emigrata (Westerlund, 1894) => Monacha emigrata (Westerlund, 1894)
  - Monacha (Monacha) euboeica (Kobelt, 1877) => Monacha euboeica (Kobelt, 1877)
  - Monacha (Monacha) frequens (Mousson, 1859) => Monacha frequens (Mousson, 1859)
  - Monacha (Monacha) gregaria (Rossmässler, 1839) => Monacha gregaria (Rossmässler, 1839)
  - Monacha (Monacha) haussknechti (O. Boettger, 1886) => Monacha haussknechti (O. Boettger, 1886)
  - Monacha (Monacha) heteromorpha Hausdorf, 2000 => Monacha heteromorpha Hausdorf, 2000
  - Monacha (Monacha) ignorata (O. Boettger, 1905) => Monacha ignorata (O. Boettger, 1905)
  - Monacha (Monacha) liebegottae Hausdorf, 2003 => Monacha liebegottae Hausdorf, 2003
  - Monacha (Monacha) martensiana (Tiberi, 1869) => Monacha martensiana (Tiberi, 1869)
  - Monacha (Monacha) melitenensis (Hesse, 1915) => Monacha melitenensis (Hesse, 1915)
  - Monacha (Monacha) menkhorsti Hausdorf, 2000 => Monacha menkhorsti Hausdorf, 2000
  - Monacha (Monacha) messenica (Westerlund & Blanc, 1879) => Monacha messenica (Westerlund & Blanc, 1879)
  - Monacha (Monacha) microtricha S. H. F. Jaeckel, 1954 => Monacha microtricha S. H. F. Jaeckel, 1954
  - Monacha (Monacha) nordsiecki Hausdorf, 2000 => Monacha nordsiecki Hausdorf, 2000
  - Monacha (Monacha) obstructa (L. Pfeiffer, 1842) => Monacha obstructa (L. Pfeiffer, 1842)
  - Monacha (Monacha) ocellata (J. R. Roth, 1839) => Monacha ocellata (J. R. Roth, 1839)
  - Monacha (Monacha) orsini (Porro, 1841) => Monacha orsini (Porro, 1841)
  - Monacha (Monacha) oshanovae I. Pintér & L. Pintér, 1970 => Monacha oshanovae I. Pintér & L. Pintér, 1970
  - Monacha (Monacha) ovularis (Bourguignat, 1855) => Monacha ovularis (Bourguignat, 1855)
  - Monacha (Monacha) pamphylica Hausdorf, 2000 => Monacha pamphylica Hausdorf, 2000
  - Monacha (Monacha) pantanellii (De Stefani, 1879) => Monacha pantanellii (De Stefani, 1879)
  - Monacha (Monacha) parumcincta (Menke, 1828) => Monacha parumcincta (Menke, 1828)
  - Monacha (Monacha) riedeli Hausdorf, 2000 => Monacha riedeli Hausdorf, 2000
  - Monacha (Monacha) rizzae (Aradas, 1844) => Monacha rizzae (Aradas, 1844)
  - Monacha (Monacha) saninensis (Pallary, 1939) => Monacha saninensis (Pallary, 1939)
  - Monacha (Monacha) solidior (Mousson, 1863) => Monacha solidior (Mousson, 1863)
  - Monacha (Monacha) spiroxia (Bourguignat, 1868) => Monacha spiroxia (Bourguignat, 1868)
  - Monacha (Monacha) syriaca (Ehrenberg, 1831) => Monacha syriaca (Ehrenberg, 1831)
  - Monacha (Monacha) venusta L. Pintér, 1969 => Monacha venusta L. Pintér, 1969
  - Monacha (Monacha) chaignoni (Locard, 1888) † => Helicigona chaignoni (Locard, 1888) †
  - Monacha (Monacha) dissimulans L. Pintér, 1968 => Monacha claustralis (Menke, 1828)
  - Monacha (Monacha) escoffierae (Fontannes, 1881) † => Apula escoffierae (Fontannes, 1881) †
  - Monacha (Monacha) goniostoma (F. Sandberger, 1872) † => Apula goniostoma (Sandberger, 1872) †
  - Monacha (Monacha) heberti (Deshayes, 1863) † => Ochthephila (Caseolus) heberti (Deshayes, 1863) † => Caseolus heberti (Deshayes, 1863) †
  - Monacha (Monacha) homalospira (Reuss, 1861) † => Pseudomonacha homalospira (Reuss, 1861) †
  - Monacha (Monacha) jourdani (Michaud, 1862) † => Lyrodiscus jourdani (Michaud, 1862) †
  - Monacha (Monacha) lorentheyi Soós, 1934 † => Apula goniostoma (Sandberger, 1872) †
  - Monacha (Monacha) oecali Hausdorf & Páll-Gergely, 2009 => Monacha (Platytheba) oecali Hausdorf & Páll-Gergely, 2009
  - Monacha (Monacha) oxyspira (Babor, 1897) † => Leucochroopsis apicalis (Reuss, 1861) †
  - Monacha (Monacha) phaseolina (Deshayes in Férussac & Deshayes, 1851) † => Leucochroopsis phaseolina (Deshayes in Férussac & Deshayes, 1851) †
  - Monacha (Monacha) punctigera (Thomä, 1845) † => Pseudomonacha punctigera (Thomä, 1845) †
  - Monacha (Monacha) ruffoi Giusti, 1973 => Monacha ruffoi Giusti, 1973 => Monacha pantanellii (De Stefani, 1879)
  - Monacha (Monacha) zippei (Reuss in Reuss & Meyer, 1849) † => Pseudomonacha zippei (Reuss in Reuss & Meyer, 1849) †
- Monacha (Ashfordia) J. W. Taylor, 1917 => Ashfordia J. W. Taylor, 1917
  - Monacha (Ashfordia) granulata (Alder, 1830) => Ashfordia granulata (Alder, 1830)
- Monacha (Eutheba) H. Nordsieck, 1993 => Eutheba H. Nordsieck, 1993 => MonachaFitzinger, 1833
- Monacha (Paratheba) P. Hesse, 1914 => Paratheba P. Hesse, 1914
  - Monacha (Paratheba) claussi Hausdorf, 2000 => Paratheba claussi Hausdorf, 2000
  - Monacha (Paratheba) kutznetsovi Hausdorf, 2000 => Paratheba kuznetsovi (Hausdorf, 2000)
  - Monacha (Paratheba) roseni (Hesse, 1914) => Paratheba roseni (Hesse, 1914)
- Monacha (Szentgalya) L. Pintér, 1977 => Monacha Fitzinger, 1833
- Monacha beieri Klemm, 1962 => Monacha haussknechti (O. Boettger, 1886)
- Monacha fallax A. J. Wagner, 1914 => Monachoides fallax (A. J. Wagner, 1914)
- Monacha neudorfensis (Andreae, 1904) † => Pseudoxerotricha neudorfensis (Andreae, 1904) †
- Monacha ruffoi Giusti, 1973 => Monacha pantanellii (De Stefani, 1879)
- Monacha tschegemica Schileyko, 1988 => Paratheba roseni (Hesse, 1914)